# 瀬川昌邦
瀬川 昌邦（せがわ まさくに、1894年〈明治27年〉8月29日 - ?）は、日本の実業家、全国無線工事業連盟会長、東京市電気研究所所長、住宅営団理事、テレビ普及（株）常務取締役。

## 略歴
- 1894年8月29日 - 医学者瀬川昌耆の二男として東京に誕生する。
- 1918年 - 東京帝国大学法科大学（現：東京大学法学部）卒業。
- 山下合名汽船（現：商船三井）に就職。
- 1922年 - 東京市電気局庶務課庶務係係長に就任。
- 同課長等を経て東京市電気研究所所長。
- 住宅営団理事。
- テレビ普及（株）常務。
- 1955年 - 全国無線工事業連盟会長に就任。
- 没年不明。

## 親族
- 父 瀬川昌耆 - 医学者
- 母 瀬川寿々 - 工学博士厚木勝基 叔母
- 兄 瀬川昌世 - 医学者
- 妹 瀬川順子 - 男爵小池正晁 妻
- 妻・京 - 横堀治三郎の妻
- 長男 瀬川昌久 - 評論家
- 二男 瀬川昌治 - 映画監督、脚本家
- 三男 瀬川昌昭 - （株）瀬川事務所 社長

## 参考資料
- 『昭和人名事典』 日本図書センター